# Dicopus pygmaeus
Dicopus pygmaeus är en stekelart som beskrevs av Doutt 1974. Dicopus pygmaeus ingår i släktet Dicopus och familjen dvärgsteklar. Inga underarter finns listade i Catalogue of Life.